# Kagurargus kikuyai
Kagurargus kikuyai là một loài nhện trong họ Linyphiidae.
Loài này thuộc chi Kagurargus. Kagurargus kikuyai được Hirotsugu Ono miêu tả năm 2007.